# Platja de Barayo
La Platja de Barayo és una platja situada a l'est del Principat d'Astúries (Espanya), entre els concejos de Navia i de Valdés. La desembocadura el riu Barayo divideix els Concejos de Navia i Valdés. Gran part de la platja pertany a Valdés. És a la Costa Occidental d'Astúries, a la franja que rep la catalogació de Paisatge Protegit de la Costa Occidental d'Astúries. La zona, situada entre els concejos de Navia i Valdés, inclou pel litoral des de la Punta Romanellas fins a la Platja d'Arnela.
S'accedeix a la Platja de Barayo des de Vigo (Puerto de Vega) i per Sabugo (Outur). Els penya-segats de Vigo (Navia) proporcionen unes magnífiques panoràmiques del conjunt, accessibles per la NV-2, i una vegada al poble per carretera fins a l'aparcament habilitat, o a través d'un camí senyalitzat que deriva en sendera. També, des de la localitat de Sabugo (Valdés) prenent una carretera de segon ordre que arriba gairebé fins a la platja.
L'accés de vehicles a la vall està prohibit.
És considerada «Paisatge Pintoresc». Anteriorment, existia un poble proper, també conegut com a Barayo, avui dia està deshabitat.
Classificada com a reserva natural parcial, ZEPA i LIC, està dotada d'una exuberant zona de dunes i maresmes, de gran valor ecològic i paisatgístic a més d'un entorn poblat de matolls, boscos, penya-segats, etc. És un sistema ecològic únic, que representa un magnífic exemple de la vegetació de dunes i platja, amb espècies botàniques de gran varietat i d'enorme interès, conservada en estat semisalvatje, objecte d'estudi i ordenació a causa de la seva situació i variada flora.
La platja està orientada al nord-est, i posseeix una de la sorres de gra més fi d'Astúries. Relativament poc perillosa a causa d'un jaç sorrenc pràcticament pla, que fa poc freqüents els corrents submarins.

## Geografia
D'uns 2,5 km², la Reserva Natural de Barayo, en el límit entre Navia i Valdés, és un sistema ecològic únic, que representa un magnífic exemple de la vegetació de dunes i platja, amb gran varietat d'espècies botàniques i d'enorme interès. La pràctica del nudisme és habitual, i és més estès a la zona dreta. El 2006, la zona va esar afectada d'un terrible incendi, possiblement provocat per algun tipus d'interessos econòmics. Tot i que no va afectar la part baixa, si que va deixar marca la riba oest. Gràcies a la increïble capacitat d'autorecuperació d'aquesta terra, el paisatge aviat va recuperar el que en el seu moment va ser.
La platja i l'estuari de Barayo, estan protegits administrativament sota la figura de Reserva Natural Parcial, i conformen un espai natural de singular valor per les seves riques comunitats vegetals de marismes i de costa, com també per l'existència de fauna característica, mamífers com la llúdria es poden veure en l'espai. La barra sorrenca formada pels arrossegaments fluvials, té una extensió de 670 m, i 16,75 ha. Conté dos cordons de dunes, la formació de les quals és deguda fonamentalment als vents del Nord-est.
El riu Barayo en la seva desembocadura forma un estuari d'alt valor natural i qualitat paisatgística. L'estuari es debia formar quan un increment de les aigües del mar va inundar els trams més baixos de nombroses valls fluvials. En retirar-se el mar i per mitjà de sedimentació natural, es va anar emplenant la zona, reduint-se la influència marina, i va esdevenir l'actual paisatge.
Els penya-segats del marge, es componen pràcticament de quarsita. A l'altura de la sorra de la platja i endinsant-se al mar, podem trobar algunes cavernes denominades Las Sántinas. En marea baixa i seguint aquest penya-segat, es troben diversos rehundidos en el talús rocós que ofereixen diferents coloracions. Aquestes tonalitats que van des del marró fosc, grocs, taronges fins al vermell cárdeno, són deguts a incrustacions de líquens sobre la setinada superfície de la quarsita. Mentre que els penya-segats del costat oest són de pissarra i donen lloc a un curiós contrast entre els dos marges. Sembla que a més de ser frontera geogràfica dels còncaus de Navia i Valdés, aquesta singularitat marca també la frontera geològica entre dos tipus de substrat, l'occidental pissarrós, i l'oriental de quarsita.

## Flora
La vegetació de platges i dunes es troba en excel·lent estat de conservació, amb una bona representació de les comunitats d'arribatge de la classe Cakiletea maritimae. El cordó dunar conserva en bon estat les comunitats de dunes embrionàries i dunes secundàries, darrere del qual existeix una pineda de Pinus pinaster.
Després del cordó dunar, la desembocadura del riu Barayo forma un valuós complex de «comunitats subhalófilas», entre les quals destaquen els canyissars i canyars. L'existència de zones cenagosas permet la representació de verns occidentals i verns pantanosos.
En els extrems de la platja de Barayo existeixen complexos de vegetació de penya-segats típica de la costa occidental asturiana, i en els vessants que tanquen la desembocadura del riu domina la sèrie de les carbayedas oligótrofas galaico-asturianes.
Totes aquestes espècies constitueixen un conjunt únic a la regió.
Avui dia, la vegetació característica que cobreix les planes de Barayo és de tipus jonquerós (sòls humits i lleugerament salins).
El llit del riu discorre per l'antic aiguamoll, gira bruscament en el seu últim tram a l'oest i retrocedeix al sud per embocar de nou al mar pel llit de l'oest de la vall. Aquest sinuós recorregut esdevé a causa del xoc de poderoses forces geològiques: el mar i el vent d'una banda i el riu i la gravetat per l'altre. El riu es retorça en aquest tram final obligat pels cordons de dunes de la part posterior de la platja.

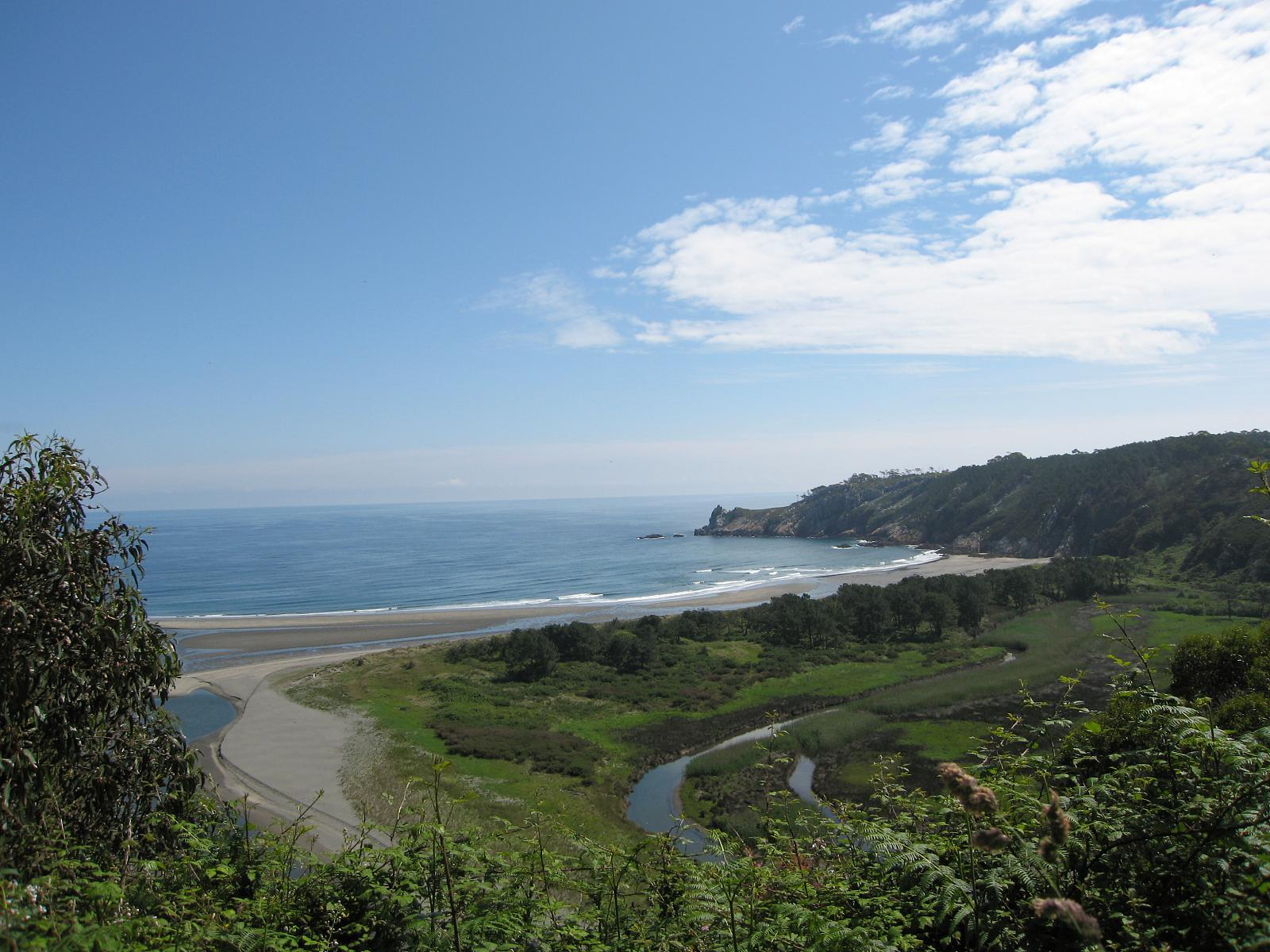
Platja i riu de Barayo

L'avanç d'aquestes dunes ha estat frenat i estabilitzat artificialment amb plantacions de pi. Així, s'ha constituit un ecosistema d'especial valor i sensibilitat, que alberga nombroses espècies legalment protegides, capaces de suportar la sequedat i salinitat de l'aire, i la mobilitat del mitjà que les sustenta.
Segons disminueix la influència salina del mar, en els marges del llit del riu observem com augmenten les espècies característiques de la ribera, verns i salzes (Alnus glutinosa, Salix sp.), que donen lloc a un frondós bosc.
En l'àmbit de la reserva existeixen hàbitats d'alt interès natural, dels quals destaquen els marenys, el conjunt de platja i dunes, els penya-segats i el bosc de ribera. La necessitat de conservar-los és d'una banda a causa de la presència d'espècies protegides i per una altra al fet que són hàbitats poc freqüents i de vegades seriosament amenaçats.
Els amplis meandres que descriu el riu, per darrere de les barres sorrenques de la duna, apareixen poblats per les comunitats pròpies del mareny subhalòfil, la qual cosa és evidència d'una reduïda penetració de les aigües salines del mar.
Per davant de l'àrea de l'aiguamoll, la platja de Barayo ha desenvolupat un important sistema de dunes. En el passat va sofrir repoblacions de pi dirigides a frenar l'avanç de les dunes.
A Barayo es conserven encara algunes de les comunitats vegetals característiques del límit superior de la platja, aconseguit només durant les pleamares vives i que gaudeix de l'aportació de nutrients que suposa el dipòsit d'arribatges marins. En aquestes comunitats perviu la lleteresa de les platges (Euphorbia peplis), catalogada com a sensible a l'alteració del seu hàbitat i present només, a més d'en Barayo, a les platges de Frexulfe, en el concejo de Navia, i en Bayas, entre els límits de Castrillón i Soto del Barco.
Després d'aquest primer i efímer cercle de vegetació se situen les dunes embrionàries colonitzades per comunitats de gramínees perennes i obertes, dominades per la grama de mar (Elymus farctus ssp. Boreatlanticus), acompanyada per altres plantes halòfiles.
La tercera franja és la formada per les dunes blanques o semifixes, ocupades per comunitats herbàcies altes i denses en les quals domina el barró (Ammophila arenaria ssp. australis), acompanyada de la lleteresa de les platges (Euphorbia paralias), el card de mar (Eryngium maritimum) o la corretjola de les dunes (Calystegia soldanella), de grans i cridaneres flors acampanades de color rosat.
Finalment, el que debien ser les dunes grises apareixen degradades per antigues plantacions de pi.

## Fauna
La reduïda extensió de la reserva i la seva localització en un entorn altament humanitzat són la causa que la fauna no sigui el principal atractiu natural del paratge, encara que un bon observador podrà apreciar una diversitat notable de contingut en tan poc espai.
Les aus són, sens dubte, el grup faunístic millor representat. En el sorral són freqüents diferents espècies de gavina (Larus sp.pl.), mentre que la part interna de l'estuari és refugi d'ànecs collverd (Anas platyrhynchos), la polla d'aigua (Gallinula chloropus) i, a vegades, la garsa real (Ardea cinerea).
Durant el pas migratori de tardor és habitual diferents limícoles i en els illots propers no és rara la cria del corb marí emplomallat (Phalacrocorax aristotelis), catalogada d'interès especial.
La garsa de mar euroasiàtica (Haemetopus ostralegus), catalogada com a sensible a l'alteració del seu hàbitat, pot ser observada alimentant-se en l'estuari, encara que la seva àrea de cria es localitza en penya-segats situats més a occident.
Habituals de l'occident asturià, no podien faltar a Barayo els falcons, les àguiles rateres, els corbs, les graules, pegues, coloms, merles…

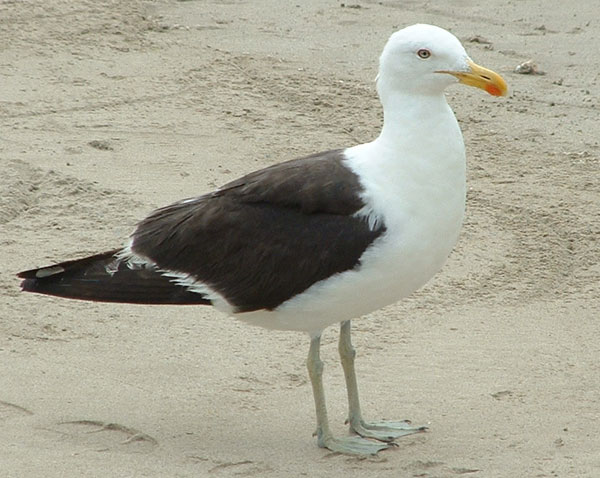
Gavina

És freqüent ensopegar-se amb la llúdria (Lutra lutra), que en els últims anys sembla haver aconseguit una certa recuperació, encara que continua protegida legalment en la categoria d'espècie d'interès especial.
Fins i tot podem trobar algun rastre de les corregudes nocturnes de senglars. Com tampoc és infreqüent la visita a la rasa del cabirol.
A la zona de recés, a l'aiguamoll de joncs i canyes es poden albirar gallinetes, anyades blaves i garses reals. Insectes com a libèl·lules, parotets, sabaters… molt comuns a l'estiu.
En el tram final del riu abunden truites, llises i anguiles.
Podem trobar fàcilment a peu de platja gavines rialleres, el gavià fosc i el gavià de potes grogues a prop de la riba.
I per descomptat a les zones d'onatge són poblades per típics habitants com els mol·luscs, crustacis, equinoderms, i un llarg etc.